# 梅斯罗普·马什托茨

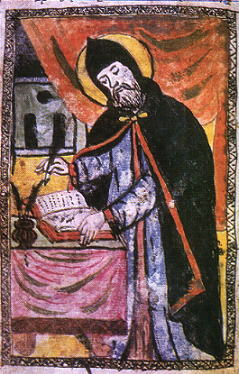
1776年的一份手稿中所绘的梅斯罗普

梅斯罗普·马什托茨（361或362年—440年），亚美尼亚神学家，语言学家。最主要的贡献发明了亚美尼亚字母。他首先将《圣经》翻譯為亚美尼亚语，并翻译了其他的一些神学著作。他建立了数所修道院，促进了基督教在亚美尼亚的传播。

## 生平
圣梅斯罗布生于Taron，逝世于埃奇米阿津。

## 所羅門箴言
由聖梅斯羅布用其所創制的亞美尼亞字母寫的所羅門箴言開頭句。
|  | Čanačʿel zimastutʿiwn ew zxrat, imanal zbans hančaroy. «1:2.要使人曉得智慧和訓誨．分辨通達的言語．» |

## 外部連結
- Catholic Encyclopedia — Mesrop （页面存档备份，存于）
- Classical Music Archives — Saint Mesrop Mashtots （页面存档备份，存于）